# Roxburghe Club
Der Roxburghe Club ist eine britische Vereinigung von Sammlern und Bibliophilen.
Am 13. Juli 1812 wurde in London die wertvolle Bibliothek von John von Roxburghe, dem Abkömmling eines der ältesten schottischen Adelsgeschlechter, versteigert. 24 Tage dauerte die Versteigerung. Als wertvollstes Stück wurde die seltene Folio-Ausgabe (1471) von Giovanni Boccaccio zum Preis von 2260 Pfund Sterling verkauft.
Im Anschluss daran gründeten 30 Auktionsteilnehmer den Roxburghe Club, der alljährlich an dem denkwürdigen Verkaufstage des Boccaccio, am 13. Juli, in der St. Albans Tavern zusammenkam. Allmählich wuchs die Gesellschaft und jedes Mitglied setzte seine Ehre darein, auf eigene Kosten hervorragende und seltene Werke der älteren englischen Literatur als Neudruck herauszugeben. Es werden stets nur 42 Exemplare für die Mitglieder des Clubs hergestellt. Jedoch kann jedes Mitglied bis zu 300 Exemplare (in weniger aufwendiger, aber immer noch bibliophiler) Ausstattung herstellen lassen, die käuflich zu erwerben sind. Die Balladen des namensgebenden Duke of Roxburghe wurden später ebenfalls durch den R.C. veröffentlicht.
Der Club wurde Vorbild für viele ähnliche Vereinigungen in Großbritannien und anderen Ländern.

## Berühmte Mitglieder
| - Walter Scott (1771–1832), Autor - Thomas Frognall Dibdin (1776–1844), Bibliograf - Francis Wrangham (1769–1842), Autor - William George Clark (1821–1878), Altphilologe und Shakespeare-Forscher - Frederick James Furnivall (1825–1910), Philologe - Andrew Lang (1844–1912), Autor und Journalist - John Coleridge, 1. Baron Coleridge (1820–1894), Jurist - Evelyn Philip Shirley (1812–1882), Politiker - James Russell Lowell (1819–1891), Autor und Diplomat - Henry Huth (1815–1878), Bankier von Frederick Huth & Co. - Simon Watson Taylor (1811–1902), Politiker - Joseph Haslewood | - Edward Vernon Utterson - William Osler (1849–1919), Mediziner - Frederick Baldwin Adams (1878–1961), Geschäftsmann und Philanthrop - Harry Bradfer-Lawrence (1887–1965), Antiquar - Charles Clay - Christopher Selby Dobson - David Eccles (1849–1912), Geschäftsmann - Anthony Richard Wagner (1908–1995), Autor - Nicolas Barker - J. Paul Getty (1892–1976), Industrieller - John Paul Getty II (1932–2003), Mäzen - Thomas Woodcock (* 1951), Jurist |